# 印度共产党（马列）红旗
印度共产党（马列）红旗（英語：Communist Party of India (Marxist–Leninist) Red Flag）是印度历史上的一个共产主义政党，1988年成立，2005年并入印度共产党（马列）阶级斗争。

## 历史
成立于1988年，分裂自印度共产党（马列）中央重组委员会。该党主要群众基础是在喀拉拉邦，它还扩大到其他邦包括卡纳塔克邦、中央邦、马哈拉施特拉邦、恰蒂斯加尔邦、西孟加拉邦，党总部位于印度首都新德里。2003年，该党喀拉拉邦的一大部分，包括党的喀拉拉邦委员会的多数委员脱离，也自称印度共产党（马列）红旗。2005年1月，该党并入印度共产党（马列）阶级斗争。